# 维拉无源跟踪系统

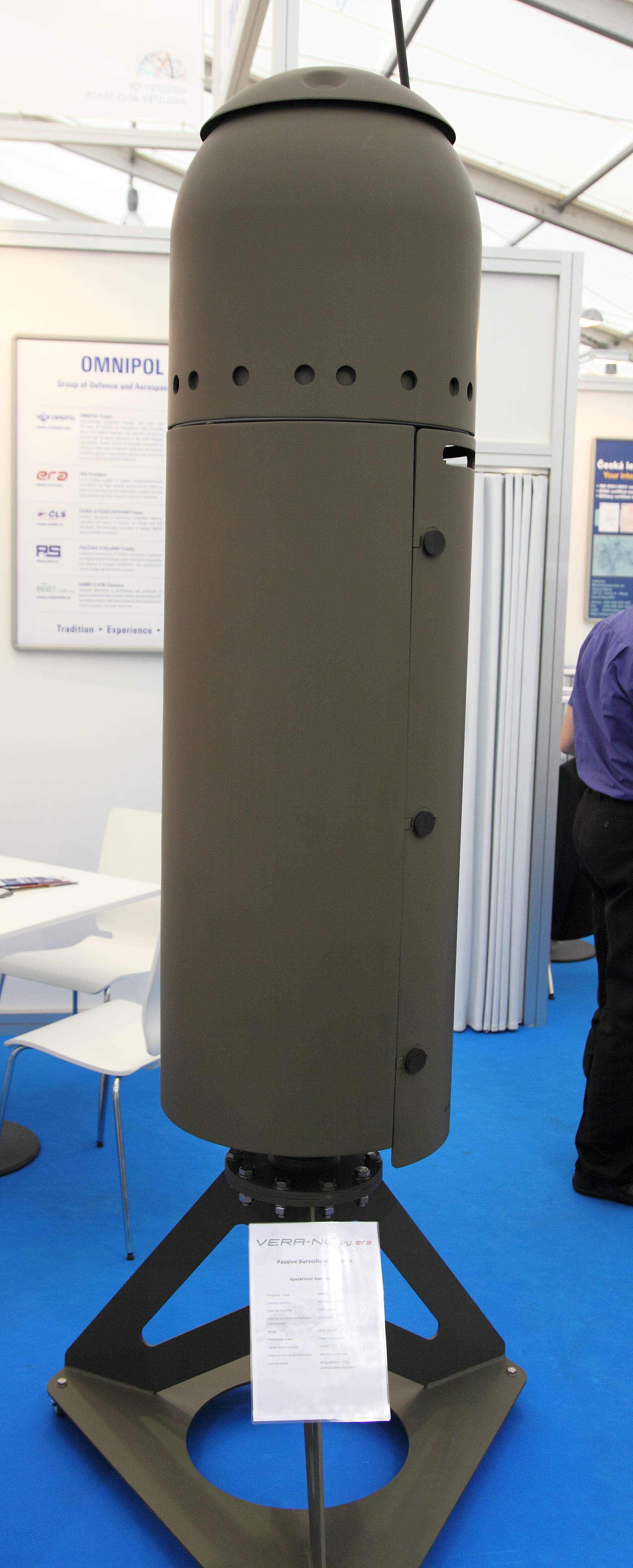
维拉无源跟踪系统

维拉无源跟踪系统 又称维拉雷达(捷语: Pasivní radiolokátor Věra)是一种战略及战术电子情报和被动监视系统，用于对空中、地面和海上（舰艇）目标的探测、定位、识别和跟踪。它自身不辐射电磁信号，而是借助同式的外部非协辐射源来进行探测和定位.主动雷达难以对付空中隐形目标，而“维拉”-E雷达系统则眼尖耳灵，能够探测到目标发出的哪怕是微弱、短暂的电磁信号，即刻让目标在雷达屏幕上毕露原形。

## 描述
维拉-E整套系统由4个分站组成：电子战中心即分析处理中心位于中央地带。另外3个信号接收站则分布在周边地区，呈圆弧线形布局，系统展开部署后站与站之间距离在50公里以上。维拉-E雷达系统可同时探测和跟踪200~300个空中、地面或海上目标，对空探测时最大作用距离450公里，并生成可识别的空中图像。维拉-E系统利用电磁信号抵达时间差定位技术（TDOA）对目标位置实施精确测定和跟踪。

## 軍用國外用户
- 巴基斯坦：
- 爱沙尼亚：
- 马来西亚:
- 越南:
- 美国
- 中华人民共和国:曾在2004年从捷克订购了价值五千五百万美元的六套“维拉”系统，但是据说该交易据因为美国政府的反对被取消[1]。2006年產出十分類似的YLC-20無源監視雷達系統。